# Palazzo Soranzo
Palazzo Soranzo è un edificio storico di Venezia del sestiere di San Polo. Composto di un complesso di due edifici attigui, si affaccia su Campo San Polo.

## Storia
Il palazzo fu voluto nel XIV secolo dai Soranzo, nobile famiglia che diede anche un doge alla Repubblica di Venezia, Giovanni Soranzo e sedici procuratori di San Marco. Fu Giovanni Soranzo che accolse in questa dimora Dante Alighieri mentre fungeva da ambasciatore per i Da Polenta signori di Ravenna. Tale edificio era solo metà dell'attuale, ampliato successivamente nel XV secolo, per poi essere affrescato esternamente nel XVI secolo dal Giorgione, del cui lavoro non resta niente.
La facciata principale, secondo la tradizione veneziana, guardava su un canale, che nel 1761 fu interrato, integrando così il palazzo nel campo San Polo.
Dal 1987 al 2002 fu sede del Seminario di Cinese del Dipartimento di Studi indologici ed Estremo Orientali dell'Università Ca' Foscari, con la relativa biblioteca.

Oggi, dopo aver ospitato tutte le generazioni della famiglia, il palazzo è ancora dei discendenti dei Soranzo.

## Descrizione
L'edificio si compone del Palazzo Soranzo vecchio, l'edificio di sinistra, e del Palazzo Soranzo nuovo, quello di destra, entrambi su tre livelli più l'ammezzato nel sottotetto. I due componenti del complesso, entrambi espressione dell'architettura gotica veneziana, si presentano uniti e coperti dello stesso intonaco, a formare un unico edificio; tuttavia, guardando le caratteristiche della forometria, risulta chiaro che l'edificio di destra è successivo, esempio di un gotico più tardo.
Il palazzo vecchio presenta due portali asimmetrici e non gotici, probabilmente di epoca precedente a quella delle aperture dei due piani nobili, che sono caratterizzate da due quadrifore simmetricamente sovrapposte, inserite in cornici marmoree elegantemente decorate da patere con motivi simmetrici, faunistici e mitologici.
Il palazzo nuovo, oltre ad avere un solo portale, anch'esso non simmetrico né gotico (inserito in cornice assieme a una piccola finestra a lunetta), presenta una forometria diversa ai due piani nobili: il primo si fregia di una polifora a otto fori decorata con marmi pregiati, mentre il secondo ha una quadrifora che richiama quelle del palezzo vecchio.
Internamente, le testimonianze parlano di un arredo e di opere d'arte di grande valore (forse addirittura una tela del Giorgione), di cui oggi, però, molta parte è andata persa.